# Wu Yanyan
Wu Yanyan (吳艷艷T, Wú YànyànP; Liaoyang, 7 novembre 1978) è un'ex nuotatrice cinese.

## Carriera
Specializzata nei misti, ha trionfato nei 200m misti ai campionati mondiali di nuoto di Perth 1998.

## Palmarès
- Mondiali:

Perth 1998: oro nei 200m misti.